# Vata
Vata (XI w.) - wódz węgierski, przywódca powstania przeciwko królowi Piotrowi Orseolo w 1046 roku.
Miał dobra w komitacie Békés.
W 1046 roku wywołał powstanie przeciwko Piotrowi Orseolo, królowi Węgier. Orseolo musiał się ratować ucieczką. Tradycja przypisuje Vacie zabójstwo świętego Gellerta, biskupa Csanad, do którego doszło 29 sierpnia 1046 roku. Powstanie Vaty miało cele nie tylko polityczne - było zarazem reakcją pogańską.
Bunt Vaty stłumił Andrzej I, król Węgier.
Vata, już za rządów Beli I, wywołał kolejne powstanie, które także zostało stłumione.
Miał syna Janosa.